# Rollandia
Rollandia is een geslacht van vogels uit de familie van de futen (Podicipedidae). De wetenschappelijke naam van het geslacht is voor het eerst geldig gepubliceerd in 1856 door Bonaparte.

## Soorten
De volgende soorten zijn bij het geslacht ingedeeld:
- Rollandia microptera – Titicacafuut
- Rollandia rolland – Witwangfuut